# Гаджиева, Фидан Гаджиага кызы
Фидан Гаджиева (азерб. Fidan Hacı Ağa qızı Hacıyeva; род. 7 сентября 1976, Баку, Азерб.ССР) — оперная певица Азербайджанского академического театра оперы и балета, педагог, меццо-сопрано. Народная артистка Азербайджана (2015).

## Биография
Фидан Гаджиева родилась 7 сентября 1976 года  в Баку. 
В 1984 году поступила в класс фортепиано средней Специальной музыкальной школы имени Бюльбюля. 
В 1994 году поступила на факультет сольного пения (вокал) Бакинской музыкальной академии имени Узеира Гаджибекова. Являлась студенткой профессора Гусейна Алиева. 
В 1998 году взяла мастер-классы по вокальному искусству у Народной артистки Российской Федерации, всемирно известной Ирины Архиповой.
C 1996 года солистка Азербайджанского государственного театра оперы и балета. 
С 2000 года сотрудничает с Государственным театром оперы и балета в Мерсине (Турция). 
В 2002 году поступила в аспирантуру под руководством профессора Гусейна Алиева.
С 2004 года главный солист Ансамбля песни и танца имени Ази Асланова при Министерстве обороны Азербайджана. 
В 2010 году продолжила обучение вокалу у всемирно известного меццо-сопрано Бруно Бальёне.

## Творчество
На профессиональную сцену вышла в роли «Поющей девочки» в опере «Кёроглу» в 19 лет.
Исполняет на театральной сцене ведущие партии национальных и классических оперных спектаклей. За роль Кармен в одноимённой опере Жоржа Бизе была признана самой молодой Кармен.
В её репертуаре партии Амнерис — в опере Джузеппе Верди «Аида», Азучены — в опере «Трубадур», Маддалены — в опере «Риголетто», Флоры — в опере «Травиата», Розини — в опере Джоаккино Россини «Севильский цирюльник», Исполнительницы — в опере Узеира Гаджибекова «Кероглы», Асьи — в оперетте «Аршин мал алан», Гюлюш — в опере Фикрета Амирова «Севиль».
В 2000 году принимала участие в днях оперы, проводимых в Турции по линии «ТЮРКСОЙ». Создавала образ Кармен на сценах театров Мерсина, Стамбула, Анкары. В Анталье, в знаменитом античном театре «Аспендос», под открытым небом перед 15 тысячами зрителей впервые разыгрывается опера «Кармен» с её участием.
В 2002 году она получила приглашение на международный конкурс, проводимый в итальянской академии «Киджиана». Принимает участие в этом конкурсе и побеждает. Она проходит мастер-класс у известной итальянской оперной певицы Бернадетт Манка ди Нисса.
В 2003 году вышел в свет первый альбом певицы под названием «Jealousy and Love» (Любовь и ревность).
В 2005 году приняла участие в Международной выставке в городе Нагоя (Япония), наряду с классическими и национальными композициями, исполнила песни и на японском языке.
В 2006 году певица была удостоена звания Заслуженной артистки Азербайджанской Республики и награждена Почётной наградой Президента Азербайджанской Республики.
В октябре 2006 года во время дней азербайджанской культуры, проводимых в Германии, Фидан Гаджиева выступала с концертами в Берлинской филармонии, в театрах городов Штутгарт и Майнц в сопровождении Азербайджанского государственного камерного оркестра под руководством дирижёра Заслуженного деятеля искусств Азербайджана Теймура Гейчаева.
А в октябре 2008 года в городе Киеве состоялся совместный концерт с народным артистом Украины Александром Бурцом, проведённый Министерствами культуры Азербайджана и Украины.
В сентябре 2010 года выиграла конкурс на выступление в местных театрах Италии и заключила контракт с одним из итальянских агентств.
В мае 2011 года выступила в Риме, в «Санта Седжилиа», в «Auditorium Parco della Musica» с отрывками из азербайджанских и итальянских опер в сопровождении фортепиано (Зульфия Садыхова, Паоло Сараджино).
В июне 2011 года посетила несколько городов Италии, участвуя в постановке оперы Дж. Пуччини «Sour Angelica», в том числе в Римини, Католике, Фано, Песаро, Болонье, Джесене, Форли и Дженто.
В мае 2011 года на сцене Азербайджана была разыграна опера «Аида» с ее участием, где она исполнила партию Амнерис. Дирижером был итальянский дирижёр Джанлука Марчиано.
В июне 2011 года певица организовала в Баку концертную программу совместно с французским тенором Жан-Франсизом Мунвуасоном.
Впервые в рамках дней азербайджанской культуры выступила в Италии: в Турине, Венеции, Милане в Консерватории Джузеппе Верди.
В 2012 году итальянский дирижёр и пианист Стефано Мичелли пригласил ее на концерт «Gran Gala», организованный в театре имени Доницетти, расположенном в городе Бергамо (Италия). Организаторы фестиваля наградили Фидан Гаджиеву дипломом «Посла доброй воли» за заслуги в пропаганде классической итальянской музыки.
19 апреля 2014 года во дворце имени Гейдара Алиева Фидан Гаджиева выступила с первым сольным концертом под названием «Севгили Джанан».
В 2015 году за плодотворную деятельность в области культуры Азербайджанской Республики распоряжением Президента Ильхама Алиева, по случаю Международного Женского Дня 8 марта была удостоена звания Народной артистки Азербайджанской Республики.
19 апреля 2015 года во дворце имени Гейдара Алиева выступила с сольным концертом под названием «Бир бахар ахшамы» («В один весенний вечер»).
В 2015 году Фидан Гаджиевой было присвоено звание лейтенанта Главного управления Внутренних войск Министерства внутренних дел Азербайджанской Республики.
В 2015 году, впервые сыграла образ Гюльчохры в оперетте Аршин мал алан азербайджанского композитора Узеира Гаджибекова.
В 2016 году создала Музыкальный центр Фидан Гаджиевой. В центре преподают вокал, эстрадный жанр, игру на фортепиано, скрипке, гитаре.
20 декабря 2016 года по приглашению Национального академического Большого театра оперы и балета Беларуси приняла участие в 7-м Международном всемирном форуме в Минске.
20 апреля 2017 года в Минске, в рамках заключённого соглашения о культурном сотрудничестве с Национальным академическим Большим театром оперы и балета Беларуси, Фидан Гаджиева сыграла главную партию — образ Кармен в спектакле оперы «Кармен» Жоржа Бизе.
3 октября 2023 года сыграла роль графини в премьере оперы «Пиковая дама» в Азербайджанском государственном театре оперы и балета.
Является инициатором первого Международного оперного фестиваля в Азербайджане. Фестиваль пройдёт с 27 апреля по 3 мая 2024 года. Осуществляет отбор вокалистов для фестиваля и составление программы. На фестивале будут представлены произведения мировых и азербайджанских композиторов.

## Избранный репертуар
- Кармен, Жорж Бизе (в 4 актах)
- Риголетто, Джузеппе Верди
- «Sour Angelica», Дж. Пуччини
- Аида, Джузеппе Верди

## Награды
- В 2006 году певица была удостоена звания Заслуженной артистки Азербайджанской Республики[7]
- Национальная премия «Лучший из лучших» в номинации «Оперная певица года» (2010 год)[8]
- В 2015 году удостоена звания Народной артистки Азербайджанской Республики[9]